# Asura crustata
Asura crustata là một loài bướm đêm thuộc phân họ Arctiinae, họ Erebidae.